# Mike Bailey
Michael James Bailey (Bristol, 6 april 1988) is een Engelse acteur en zanger. Hij is bekend dankzij zijn rol in de Britse tienergeoriënteerde televisieserie Skins.

## Filmografie
- Bibliothèque nationale de France: cb15935578j (data)
- International Standard Name Identifier: 0000 0001 1477 4494
- Library of Congress Control Number: no2009102221
- MusicBrainz: 1d603654-387a-4ff7-a773-f927b7f0c503
- Istituto Centrale per il Catalogo Unico: DDSV300673
- Virtual International Authority File: 9502149068473265730002